# Тадеуш Мікось

Тадеуш Мікось

Таде́уш Мі́кось (Tadeusz Mikoś) (народ. у 1944 р.) — польський вчений у галузі гірництва. Доктор технічних наук, професор кафедри геомеханіки, будівництва та геотехніки Краківської гірничо-металургійної академії.

## Біографія
Тадеуш Мікось по закінченню гірничого факультету зв'язав долю з Гірничо-металургійною академією імені Станіслава Сташиця в Кракові, пройшовши шлях від асистента до професора. Його викладацька та наукова діяльність висвітлювала проблеми шахтного та підземного будівництва, а також питання реновації історичних підземних споруд (зокрема забезпечення стійкості давніх підземних об'єктів). Відомий популяризатор історії гірництва. Довголітній мешканець міста Злотий Сток і дослідник його давнього гірництва. Автор 132 наукових публікацій (у тому числі — 5 книжок).

## Інтернет-ресурси
- Bibliotekta Akademii Górniczo-Hutniczej im. Stanisława Staszica w Krakowie, Tadeusz Mikoś
- Wydawnictwo AGH, Tadeusz Mikoś